# Macintosh Quadra 800

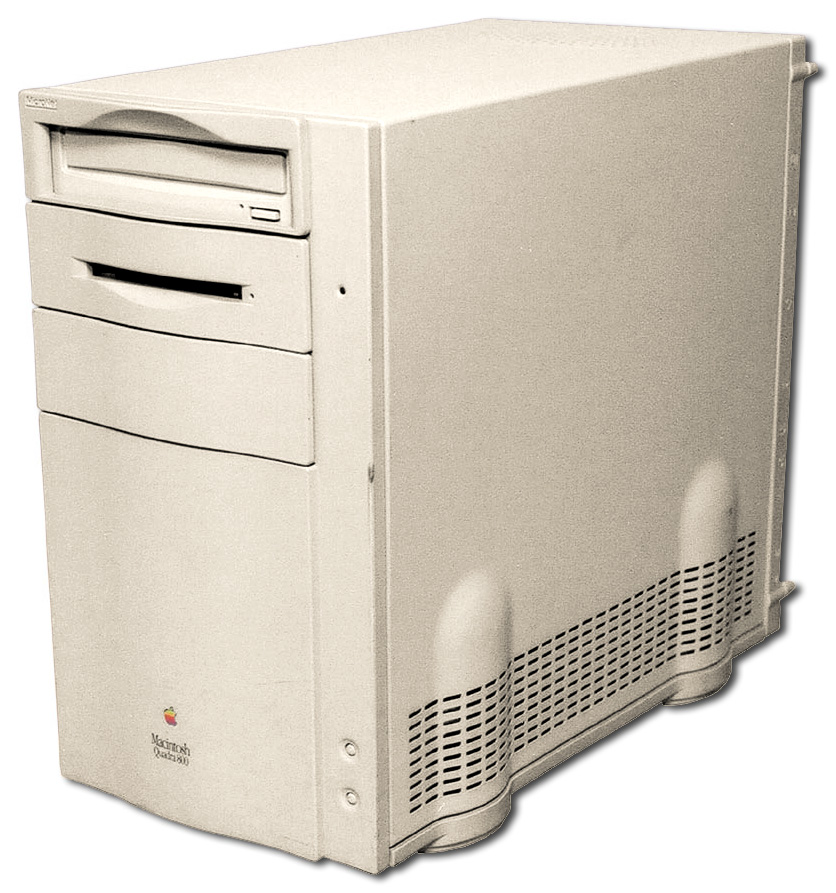
Macintosh Quadra 800

Der Macintosh Quadra 800 wurde im Zeitraum von Mai 1992 bis Oktober 1995 von der Firma Apple Computer verkauft. Der Rechner wurde mit dem Prozessor 68040 von Motorola ausgeliefert. Für den Speicher waren 8 Bänke mit 72-Pin-SIMMs vorgesehen. Der Speicherausbau war bis max. 136 MB möglich (8 MB aufgelötet). Als Komponenten waren im Quadra eingebaut: 1,4-MB-Laufwerk, Festplatte, 5 NuBus-Slots, 1 PDS-Slot, Tonausgang, 2 serielle Schnittstellen. Der Quadra wurde mit System 7.1 (klassisches Mac OS) ausgeliefert.